# Circuito de Getxo 2025
De 80e editie van de Circuito de Getxo vond plaats op 3 augustus 2025. Titelverdediger was de Spanjaard Jon Barrenetxea, die deze editie wederom in de top tien zou eindigen. Deze editie werd gewonnen door de Mexicaan Isaac del Toro die solo over de eindstreep kwam, zijn ploegmaat Juan Ayuso werd tweede. De wedstrijd stond op de kalender van de UCI Europe Tour. Een dag voor deze wedstrijd vond de Clásica San Sebastián plaats.

## Uitslag
| Plaats  | Naam              | Ploeg                  | tijd     |
| ------- | ----------------- | ---------------------- | -------- |
| Winnaar | Isaac del Toro    | UAE Team Emirates-XRG  | 3u59'11" |
| 2       | Juan Ayuso        | UAE Team Emirates-XRG  | + 20"    |
| 3       | Alex Aranburu     | Cofidis                | z.t.     |
| 4       | Haimar Etxeberria | Equipo Kern Pharma     | + 22"    |
| 5       | Eduard Prades     | Caja Rural-Seguros RGA | z.t.     |
| 6       | Pau Miquel        | Equipo Kern Pharma     | z.t.     |
| 7       | Jon Barrenetxea   | Movistar Team          | z.t.     |
| 8       | Toms Skujiņš      | Lidl-Trek              | z.t.     |
| 9       | Joris Delbove     | Team TotalEnergies     | + 28"    |
| 10      | Gorka Sorarrain   | Caja Rural-Seguros RGA | + 31"    |